# 1867 în literatură
Anul 1867 în literatură a implicat o serie de noi cărți semnificative. 

## Evenimente
- Mihai Eminescu publică, în "Familia", poemul Ce-ți doresc eu ție, dulce Românie
- A apărut primul număr al "Convorbirilor literare", organ de presă al "Junimii" – grupare politică și literară condusă de Titu Maiorescu
- Are loc, la Iași, premiera piesei Răzvan vodă, de B.P.Hașdeu, prima dramă istorică românească importantă
- Henrik Ibsen scrie Peer Gynt

## Cărți noi
- Mary Elizabeth Braddon - Circe
- Rhoda Broughton
  - Cometh Up as a Flower
  - Not Wisely, But Too Well

- Charles Theodore Henri de Coster - The Legend of Thyl Ulenspiegel and Lamme Goedzak
- Augusta Evans - St. Elmo
- Émile Gaboriau - The Mystery of Orcival
- Edmond & Jules de Goncourt - Manette Salomon
- Thomas Hardy - The Poor Man and the Lady (primul roman al lui T. Hardy - nepublicat)
- William Morris - The Life and Death of Jason
- Ippolito Nievo - The Castle of Fratta
- Ouida - Under Two Flags
- Hesba Stretton - Jessica's First Prayer
- Anthony Trollope - The Last Chronicle of Barsetshire
- Mark Twain - The Celebrated Jumping Frog of Calaveras County
- Ivan Turgenev - Smoke
- Emile Zola - Thérèse Raquin

## Nașteri
- 29 ianuarie: Vicente Blasco Ibañez, scriitor spaniol (d. 1928)
- 9 februarie: Natsume Sōseki, romancier japonez (d. 1916)
- 7 mai: Władysław Reymont, romancier și nuvelist polonez (d. 1925)
- 28 iunie: Luigi Pirandello, scriitor italian (d. 1936)
- 14 august: John Galsworthy, scriitor englez (d. 1933)
- 15 septembrie: Petr Bezruč, poet ceh (d. 1958)
- 26 decembrie: Ádám Abet, scriitor, poet, jurnalist și traducător maghiar (d. 1947)

## Decese
- 13 iulie: Boldizsár Adorján, scriitor, poet și avocat maghiar (n. 1820)
- 31 august: Charles Baudelaire, poet francez (n. 1821)